# Bartolomé Joly
Bartolomé Joly fue un caballero francés que hizo un viaje por España entre los años 1603 y 1604 acompañando al abad cisterciense Baucherat, visitador de los monasterios de la Orden Franciscana.
La narración de Joly queda influida por su cargo de limosnero del rey de Francia. De su periplo por Cataluña, el levante español, Aragón, Castilla y Portugal, destacan quizá sus poco caritativas descripciones de la Inquisición española.
Tras finalizar su viaje en Valladolid y regresar a su país, escribió un libro titulado: «Voyage en Espagne, 1603-1607» (traducido al español como Viajes de Extranjeros por España y Portugal).
```
Bartolomé Joly est content
```